# Condado de Blaine (Nebraska)
El condado de Blaine (en inglés: Blaine County), fundado en 1887 y su nombre en honor al político James G. Blaine, es un condado del estado estadounidense de Nebraska. En el año 2000 tenía una población de 729 habitantes con una densidad de población de 0,33 personas por km². La sede del condado es Brewster aunque la ciudad más grande es Dunning.

## Geografía
Según la oficina del censo el condado tiene una superficie total de 1849 km² (713,9 mi²), de los que 1841 km² (710,8 mi²) son tierra y 10 km² (3,9 mi²) (0,11%) son agua.

## Condados adyacentes
- Condado de Loup – este
- Condado de Custer – sur
- Condado de Logan – suroeste
- Condado de Thomas – oeste
- Condado de Cherry – noroeste
- Condado de Brown - norte

## Demografía
Según el censo del 2000 la renta per cápita media de los habitantes del condado era de 25.278 dólares y el ingreso medio de una familia era de 28.472 dólares. En el año 2000 los hombres tenían unos ingresos anuales 17.917 dólares frente a los 20.000 dólares que percibían las mujeres. El ingreso por habitante era de 12.323dólares y alrededor de un 19.40% de la población estaba bajo el umbral de pobreza nacional.

## Ciudades y pueblos
- Brewster
- Dunning
- Halsey (de modo parcial)

## Espacios naturales protegidos
En este condado se incluye parte de la zona protegida del Nebraska National Forest compartido con el Condado de Thomas.